# Empis namwamba
Empis namwamba är en tvåvingeart som beskrevs av Smith 1971. Empis namwamba ingår i släktet Empis och familjen dansflugor.
Artens utbredningsområde är Uganda. Inga underarter finns listade i Catalogue of Life.